# Hampsonodes medioalba
Hampsonodes medioalba là một loài bướm đêm trong họ Noctuidae.